# أحسن إقبال
أحسن إقبال تشودري (بالأردوية: احسن اقبال چوہدری)‏؛ ولد في 28 مارس 1959) هو مهندس وسياسي باكستاني يشغل منصب الأمين العام للرابطة الإسلامية الباكستانية (ن). وهو عضو في الجمعية الوطنية الباكستانية منذ أغسطس 2018. وكان سابقًا عضوًا في الجمعية الوطنية من 1993 إلى 1999 ومن 2008 إلى مايو 2018.
شغل منصب وزير الداخلية ووزير التخطيط والتنمية والإصلاح في وزارة عباسي من 2017 إلى مايو 2018. شغل منصب وزير التخطيط والتنمية في باكستان ونائب رئيس مجلس الإدارة لجنة التخطيط الباكستانية في وزارة شريف الثالثة وتولى لفترة وجيزة وزير الأقليات ووزارة التربية والتعليم في وزارة جيلاني في عام 2008. شغل منصب نائب رئيس لجنة التخطيط الباكستانية من 1998 إلى 1999. ويشغل حاليًا منصب وزير التخطيط والتنمية الفيدرالي منذ 19 أبريل 2022.

## محاولة الإغتيال
تعرض إقبال لمحاولة اغتيال في مايو 2018 في تجمع سياسي في دائرته الانتخابية في ناروال. نقل جوًا من ناروال إلى لاهور لإجراء عملية جراحية حيث قيل إنه في حالة مستقرة.